# Isla Sabrina (Azores)

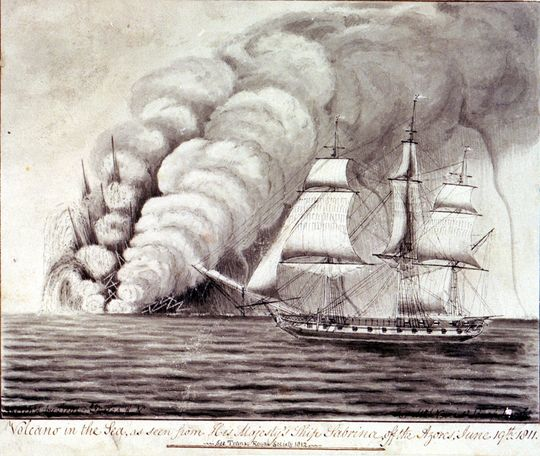
Erupción de la isla Sabrina, dibujado el 19 de junio de 1811, por el teniente John William Miles del HMS Sabrina.

La isla Sabrina era un islote formado durante los meses de junio y julio de 1811 por una erupción submarina volcánica cerca de punta da Ferraria, en la isla de São Miguel, Azores, Portugal. La primera persona que pisó esta nueva isla fue el capitán James Tillard, comandante del buque de guerra británico HMS Sabrina, quien levantó la Unión Jack en la isla y reclamó la soberanía para Gran Bretaña. Tras un conflicto diplomático sobre su soberanía entre Gran Bretaña y Portugal, la isla desapareció en las aguas del océano Atlántico.
- Datos: Q928418
- Multimedia: Sabrina Island / Q928418